# Witstaartlijster
De witstaartlijster (Neocossyphus poensis) is een zangvogel uit de familie Turdidae (lijsters).

## Verspreiding en leefgebied
Deze soort telt 2 ondersoorten:
- N. p. poensis: van Sierra Leone tot Kameroen, Congo-Brazzaville en Gabon, Bioko.
- N. p. praepectoralis: van westelijk Congo-Kinshasa en westelijk Angola tot Oeganda en westelijk Kenia.